# 407243 Krapivin
407243 Krapivin este o planetă minoră (asteroid) din centura de asteroizi. A fost descoperită pe 21 noiembrie 2009 la Spețialnaia astrofiziceskaia observatoria RAN⁠(d) de Timoer Valerievitsj Krjatsjko⁠(d) și a fost numită după Vladislav Petrovici Krapivin⁠(d). 
Obiectul prezintă o orbită caracterizată de o semiaxă mare de 3,0992326626548 UAi, o excentricitate de 0,17, o înclinație de 1,2 ° în raport cu ecliptica.